# Ожеше
Ожеше (пол. Orzesze, нім. Orzesche) — місто в південній Польщі, на південному краї Сілезької височини.
Належить до Міколовського повіту Сілезького воєводства.

## Географія
Містом протікає річка Беравка.

## Демографія
Демографічна структура станом на 31 березня 2011 року:
|          | Загалом | Допрацездатний вік | Працездатний вік | Постпрацездатний вік |
| -------- | ------- | ------------------ | ---------------- | -------------------- |
| Чоловіки | 9666    | 2002               | 6620             | 1044                 |
| Жінки    | 9873    | 1837               | 5932             | 2104                 |
| Разом    | 19539   | 3839               | 12552            | 3148                 |